# Alchemilla brevituba
Alchemilla brevituba é uma espécie de rosácea do gênero Alchemilla, pertencente à família Rosaceae.